# فرناندو إستيفيه
فرناندو إستيفيه (بالإسبانية: Fernando Estévez)‏ هو رسام إسباني، ولد في 3 مارس 1788 في لا أوروتافا في إسبانيا، وتوفي في 14 أغسطس 1854 في سان كريستوبال دي لا لاغونا في إسبانيا.